# Manhattan (Montana)
Manhattan es un pueblo ubicado en el condado de Gallatin en el estado estadounidense de Montana. En el Censo de 2010 tenía una población de 1520 habitantes y una densidad poblacional de 303,92 personas por km².

## Geografía
Manhattan se encuentra ubicado en las coordenadas 45°51′19″N 111°19′33″O / 45.85528, -111.32583. Según la Oficina del Censo de los Estados Unidos, Manhattan tiene una superficie total de 5 km², de la cual 5 km² corresponden a tierra firme y (0%) 0 km² es agua.

## Demografía
Según el censo de 2010, había 1520 personas residiendo en Manhattan. La densidad de población era de 303,92 hab./km². De los 1520 habitantes, Manhattan estaba compuesto por el 96.18% blancos, el 0.13% eran afroamericanos, el 0.33% eran amerindios, el 0.72% eran asiáticos, el 0.07% eran isleños del Pacífico, el 0.26% eran de otras razas y el 2.3% pertenecían a dos o más razas. Del total de la población el 2.63% eran hispanos o latinos de cualquier raza.